# 小行星1315
小行星1315（1315 Bronislawa）是一颗绕太阳运转的小行星，为主小行星带小行星。该小行星于1933年9月16日发现。
該小行星以波蘭神父布羅尼斯瓦夫·馬凱維奇命名。

## 轨道参数
小行星1315的轨道半长轴为3.2064542 UA，离心率为0.080。